# لعبة تقمص أدوار

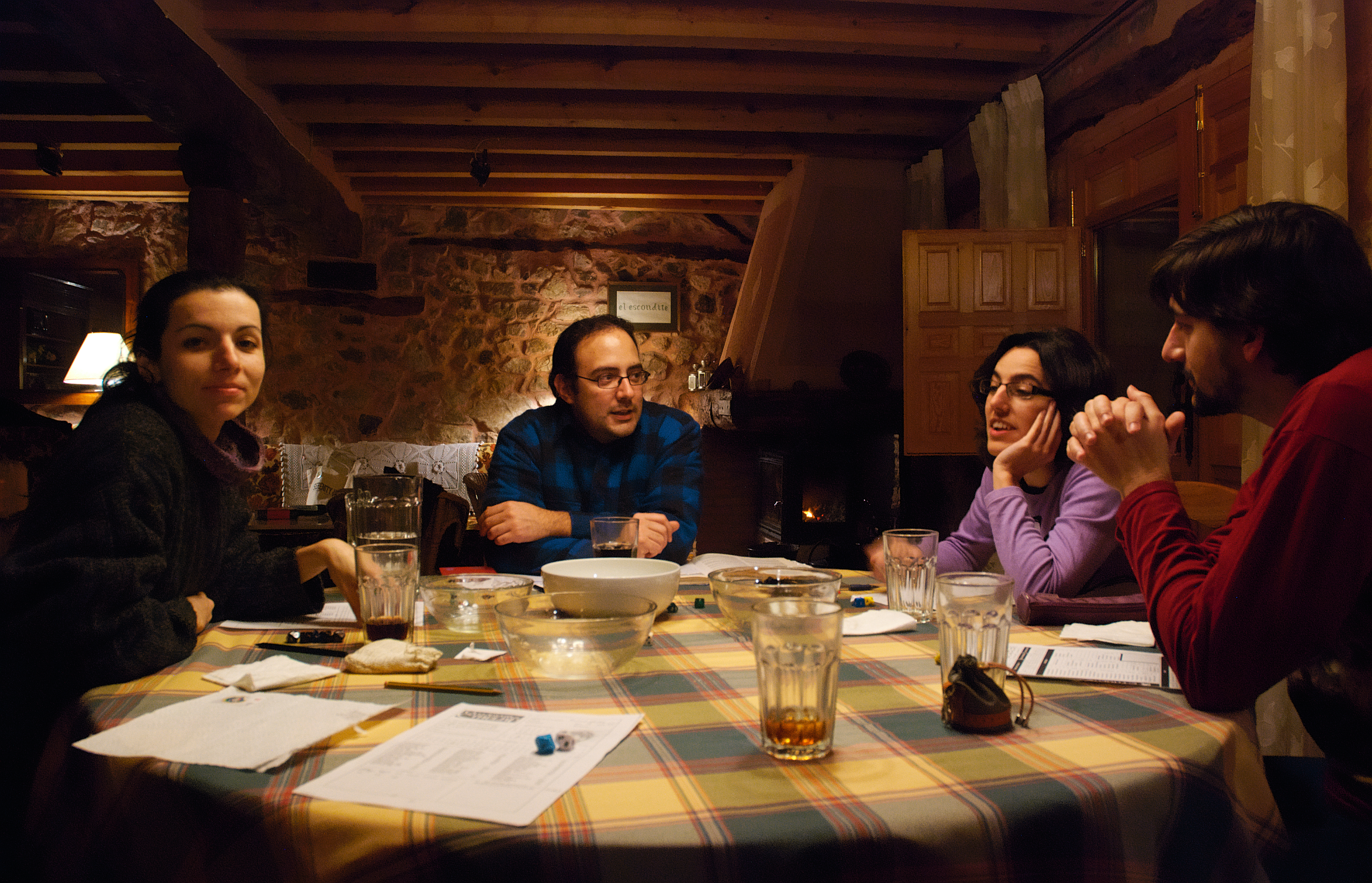
لعبة تقمص أدوار على الطاولة يلعبها مجموعة من اللاعبين.

لعبة تقمّص الأدوار (بالإنجليزية: Role-playing game أو اختصارا RPG)‏ هي شكل من الألعاب يتقمّص فيها اللاعبون شخصيات في إطار خيالي. يتحكّم اللاعب في تصرّفات الشخصية سواء من خلال سرد أفعالها، أو من خلال أفعال حقيقية، أو عبر نظام لاتخاذ القرارات وتطوير الشخصية. لتأطير اللاعبين تحتوي اللعبة على قواعد تحدّد الإطار العام للشخصيات والأفعال المتاحة ومتى تنجح هذه الأفعال أو تفشل والتفاعلات الممكنة بينها.

## أنماطها
يوجد أنماط عديدة لهذه اللعبة، منها:
- لعبة تقمص الأدوار في إطار طبيعي (بالإنجليزية: Live action role-playing game)‏: يقوم اللاعبون بتجسيد أفعال شخصياتهم بأنفسهم أي جسديا في إطار طبيعي أو شبه طبيعي. يتقمّص اللاعبون أدوارهم في عالم خيالي ويتفاعلون مع بعضهم البعض. يتقيّد اللاعبون بقوانين منظّمة أو بتعليمات شخص أو أشخاص منظِّمين (بالإنجليزية: game master)‏. تصميم هذه الألعاب يكون غالبا للترفيه.وأحيانا يكون للأداء المسرحي أو لأهداف تعليمية.
- لعبة تقمص الأدوار على الطاولة (بالإنجليزية: Tabletop role-playing game)‏: هي نمط من ألعاب الألواح. يجتمع اللاعبون حول طاولة ويقومون بسرد أفعال شخصياتهم. عادة ما يكون اللعب بأدوار تعاقبية، وقد يستعملون أوراقا أو النرد، وفق قوانين اللعبة أو توجيهات منظّم اللعبة. (مثال: لعبة سجون و تنانين)

غلاف لعبة فيديو فاينل فانتاسي 6 الصادرة عام 1994 التي تعتبر من أفضل ألعاب الفيديو في التاريخ.

- لعبة فيديو تقمص الأدوار (بالإنجليزية: Role-playing video game)‏: هي نمط من أنماط ألعاب الفيديو. وفيها تستعمل الحواسيب لتطبيق المبادئ العامّة للعب تقمّص الأدوار، كتقمص الشخصيات والتحكّم في أفعالها في عوامل خيالية. ومنها نوعين:
  - ألعاب فيديو فردية: مصطلح تقمص الأدوار الفردي يشمل أنواعاً عديدة من ألعاب الفيديو التي تستوحي بعض عناصرها من ألعاب فيديو أخرى وألعاب تقمص الأدوار على الطاولة مثل Dungeons and Dragons. أبرز الأمثلة الحديثة لهذا النوع هي ذا ويتشر 3 الصادرة عام 2015 والتي تجاوزت مبيعاتها 30 مليون نسخة.[4]
  - ألعاب فيديو جماعية: أبرزها ألعاب تقمص الأدوار المتصلة بالإنترنت ذات النطاق الواسع (تسمى MMO أو MMORPG اختصاراً). هذا النوع من الألعاب يعطي اللاعب إمكانية اختيار شخصيته ودوره أثناء لعبه وخوضه مغامرة خيالية، ولكنها تختلف عن الألعاب الفردية بكونها تجمع عدداً ضخماً من اللاعبين في آن واحد لكي يتفاعلوا اجتماعياً ويتعاونوا في مهماتهم القتالية وغيرها من النشاطات لإقامة علاقات شخصية مع بعضهم البعض.[5] أبرز الأمثلة الحديثة هي فاينل فانتاسي 14 وعالم ووركرافت.

## الهدف منها
يَعتبر مؤلفين وكبار ناشرين ألعاب تقمص الأدوار على الطاولة وألعاب فيديو تقمص الأدوار أنها شكل من أشكال السرد القصصي التفاعلي والتعاوني، فالأحداث والشخصيات وأساس الأسلوب القصصي فيها يعطي اللاعب شعوراً بخوضه تلك القصة، حتى لو لم تكن اللعبة ذات قصة مبهرة.
التفاعل القصصي هو ما يميّز ألعاب تقمّص الأدوار عن القصص التقليدية، فمن يشاهد التلفاز يُعتبر عنصراً غير فعّال في القصة، بينما يؤثّر لاعبين تقمص الأدوار على أحداث القصة حسب اختياراتهم وأفعالهم. تتراوح مستويات الواقعية في الألعاب المذكورة بين كونها مترابطة الأحداث والقوانين إلى كونها قصة منطقية وقابلة للتصديق أو محاكاة للواقع بتقنيات متطورة ودقيقة.